# Miller Pata
Miller Elwim Pata (Porto Vila, 11 de junho de 1988) é uma jogadora de vôlei de praia vanuatuense medalhista de prata nas edições do Campeonato Asiático de 2012 e 2015, China e Hong Kong, respectivamente, foi também medalhista de bronze nos Jogos da Commonwealth de 2018 e 2022,na Austrália e Inglaterra, respectivamente,  e medalhista de ouro nos Jogos do Pacífico de 2011 e 2019, Nova Caledónia e Samoa, respectivamente, além de um bronze na edição de 2007 na Samoa.

## Carreira
Na temporada de 2007 conquistou a medalha de bronze  nos Jogos do Pacífico Sul em Apia ao lado de Henriette Iatika e estreou no Circuito Mundial de 2008 com Henriette Iatika no Aberto de Adelaide e juntas permaneceram até 2010, tiveram no referido período como melhor resultado os trigésimos terceiros lugares nos Abertos de Kristiansand, Sanya e Pukhet.
Em 2011 passa a jogar com Linline Matauatu foram campeãs dos Jogos do Pacífico Sul na cidade Nouméa, na etapa Challenge de Seul terminaram na nona posição, mesmo posto obtido no Evento Teste Olimpíada de Londres e ao final da temporada esteve com Joyce Joshua na edição do Campeonato Asiático de Vôlei de Praia em Haikou quando finalizaram na décima sétima posição.
Em 2012 volta atuar com Henriette Iatika foram campeãs da etapa Challenge de Seul e disputaram Campeonato Asiático de Vôlei de Praia em Haikou e sagraram-se vice-campeãs. Em 2013 conquistaram o terceiro lugar na etapa de Glenelg pelo circuito australiano, terminaram em nono no Campeonato Mundial em Stare Jabłonki e em quarto no Campeonato Asiático em Wuhan.
Nas competições de 2014 renova parceria com Henriette Iatika e foram campeãs do Circuito Asiático na etapa de Khanom e vice-campeãs na etapa de Songkhla, disputaram o Campeonato Asiático de 2014 em Jinjiang e terminaram na quinta posição, ao final da temporada volta atuar com Linline Matauatu e conquistaram os títulos da etapa de Hong Kong do Circuito Asiático e a etapa de Challenger de Pattaya.
A jornada de 2015 iniciou com  Linline Matauatu, sendo campeãs na etapa Songkhla e Ha Long, além de serem vice-campeãs em Nakhonsi, estas pelo circuito asiático; já no circuito mundial ficaram na quinta colocação no Aberto de Fuzhou e no Grand Slam de Long Beach, terminando em décimo sétimo posto no Campeonato Mundial nos Países Baixos; conquistaram a medalha de prata na edição do Campeonato Asiático de Hong Kong.
Em 2016, permaneceu com Linline Matauatu e conquistaram na quinta posição no Campeonato Asiático de Sydney, terminaram na quarta posição no Aberto de Fortaleza e foram vice-campeãs ma AVC Continental Cup. Em 2018 volta a competir juntas no torneio uma estrela de Shepparton e terminaram em quinto lugar e foram medalhistas de bronze na edição dos Jogos da Commonwealth de 2018 realizados em Sydney.
Ainda em 2018, mudou de parceria, passa a jogar com Sherysyn Toko no Campeonato Asiático de Satun e finalizaram na décima sétima posição, foram campeãs do Campeonato da Oceania em Papeette. Em 2019 foram  campeãs da etapa de Penghu, pelo circuito asiático, foram quartas colocadas no torneio uma estrela do circuito mundial na etapa de Visakhapatnam e vice-campeãs no de Satun, terminaram na quarta colocação do Campeonato Asiático de Maoming, conquistaram a medalha de ouro nos Jogos do Pacífico Sul de 2019 realizados em Apia.
Em 2020 ao lado de Sherysyn Toko, foram nona colocadas no Campeonato Asiático sediado em Udon Thani, também no torneio duas estrelas de Siem Reap, campeãs da etapa da Nova Zelândia da AVC Continental Cup, mas, terminaram em quinto na etapa AVC Finals da Continental Cup na Tailândia em 2021.Já em 2022, juntas, terminaram em quinto no Future do Circuito Mundial (Pro Tour) em Ios e Baliquesir, em Giardini-Naxos e alcançou  a medalha de ouro no Future de Lecce, terminaram em nono no Future de Cirò Marina, e conquistaram a medalha de bronze nos Jogos da Commonwealth de 2022 em Birmingham.

## Títulos e resultados
- Future de Lecce do Circuito Mundial de Vôlei de Praia:2022
- 1* de Satun do Circuito Mundial de Vôlei de Praia:2019
- 1* de Visakhapatnam do Circuito Mundial de Vôlei de Praia:2019
- Aberto de Fortaleza do Circuito Mundial de Vôlei de Praia:2016
- Campeonato Asiático  de Vôlei de Praia:2013 e 2019

## Premiações individuais
- Atleta Mais Inspirada e Criativa  do Circuito Mundial de Vôlei de Praia de 2015